# Statuenmenhir von Schafstädt
Der Statuenmenhir von Schafstädt ist ein nur grob behauener, figürlich gestalteter Menhir aus der ausgehenden Jungsteinzeit, der bei Schafstädt, einem Ortsteil von Bad Lauchstädt im Saalekreis in Sachsen-Anhalt gefunden wurde und sich heute im Landesmuseum für Vorgeschichte in Halle (Saale) befindet. Er entstand in der Schnurkeramischen Kultur (2800–2200 v. Chr.).

## Lage und Beschreibung

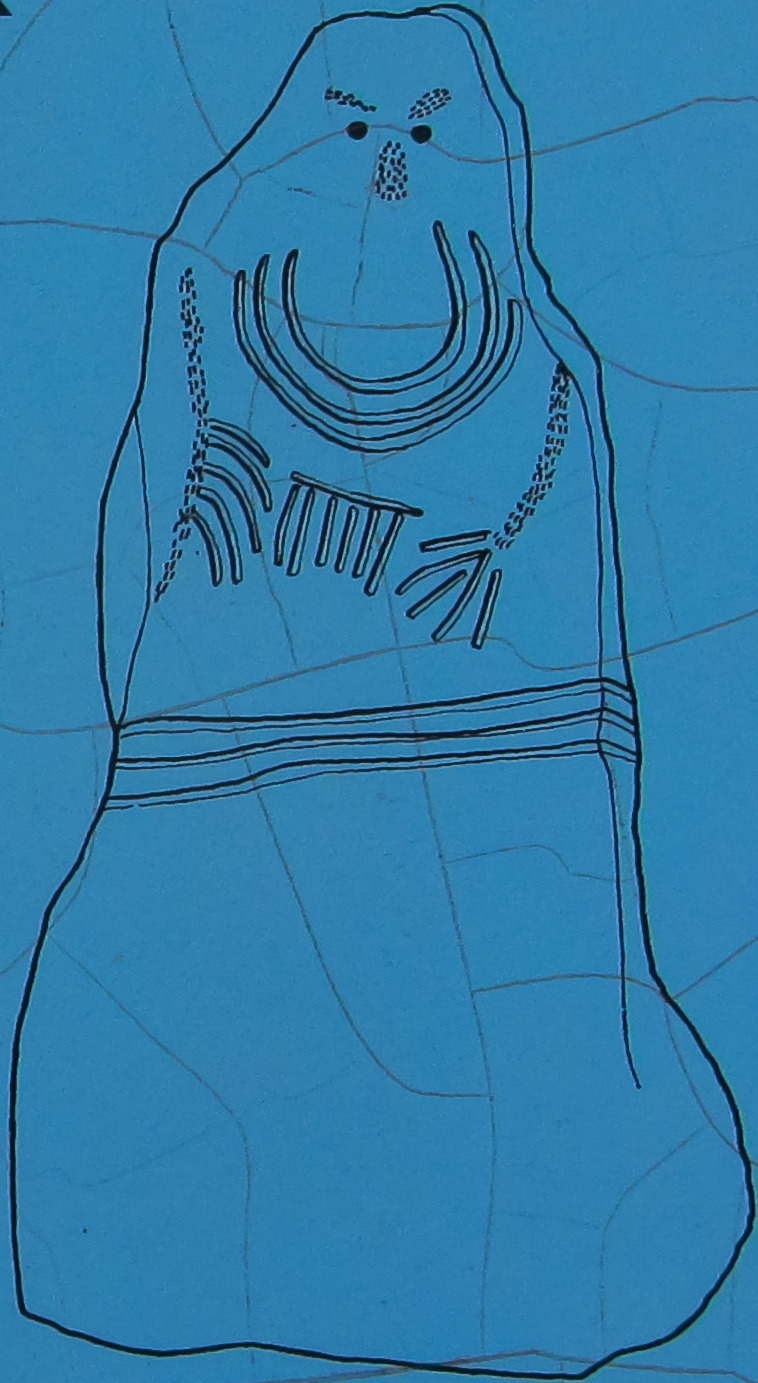
Umzeichnung des Menhirs

Der Menhir wurde 1962  im Ort Schafstädt in einer Plattenkiste gefunden, wo er sekundär verbaut worden war. Sein ursprünglicher Zweck schien vergessen gewesen zu sein, da er kopfüber stand.
Die Platte aus graugrünem Muschelkalk ist 94 cm hoch, 49 cm breit und 25,5 cm dick. Bei der Bergung brach ein Stück von der Unterseite des Menhirs ab, das verloren ging. Auf der Vorderseite ist eine stilisierte menschliche Figur abgebildet. Das Gesicht bilden zwei tief eingebohrte Augen sowie flach eingeklopfte Augenbrauen und eine Nase. In den Augenhöhlen haben sich schwarzbraune Farbreste erhalten. Unterhalb des Kopfes ist durch drei tiefe, halbkreisförmige Linien vermutlich eine Lunula dargestellt. Daneben setzen zwei Arme an, die etwa in der Mitte des Steins in Hände auslaufen. Die linke Hand besteht aus fünf Linien, die rechte aus sechs. Zwischen den Händen ist ein Gegenstand mit sechs Zinken, vielleicht ein Kamm, dargestellt. Unterhalb der Hände stellen drei tiefe Linien, die um den ganzen Stein herum verlaufen, einen Gürtel dar.

## Einordnung
Aus dem Mittelelbe-Saale-Gebiet sind vier weitere Statuenmenhire bekannt:
- Menhir von Dingelstedt
- ein sekundär verbauter Menhir im Großsteingrab Langeneichstädt
- Menhir von Pfützthal
- Götterstein von Seehausen.[2]